# 成月公主
成月公主（646年—668年），唐朝吐谷浑人，吐谷浑可汗诺曷钵的第二女。
成月公主于唐太宗貞觀二十年（646年）出生，根据李浩《新見唐代吐谷渾公主墓誌的初步整理研究》推测，成月公主的母亲是唐朝的公主弘化公主。成月公主的父亲诺曷钵在贞观十年（636年）被唐太宗册封为吐谷浑可汗。贞观十七年（643年）弘化公主下嫁给诺曷钵。成月公主幼時即入唐代長安的興聖尼寺修習，出家为尼。唐高宗總章元年（668年）四月初七日成月公主於興聖寺去世，时年二十三岁。同年十一月廿二日，葬於明堂縣少陵原。其墓志出土于陝西西安，现藏于夏州絲綢之路博物館。